# Taekwondo aux Jeux panarabes de 1999
Navigation
Édition précédente Édition suivante
Les compétitions de Taekwondo aux Jeux panarabes de 1999 se déroulent à Amman en  Jordanie du 23 au 25 août 1999.  

## Résumé des médailles

### Hommes
| Épreuves         | Or                | Argent               | Bronze                         |
| ---------------- | ----------------- | -------------------- | ------------------------------ |
| Poids mi-mouches | Mohamed Falah     | Hicham Mazghid       | Wissem Alawi Osama Eid         |
| Poids mouches    | Talaat Obada      | Younes Saqat         | Ahmed Samarani Shadi Abu Taleb |
| Poids Coqs       | Adel Hussein      | Abdelmoneim Khawater | Zaher Hadidy Foued Natifi      |
| Poids plumes     | Rachid Hikmat     | Ahmed Nourei         | Ehab Abdelrahman Jehad Naqaby  |
| Poids légers     | Yasser Abu Shoeib | Tamer Hussein        | Ahmed Hassani Khaled Najjar    |
| Poids welters    | Ahmed Adal        | Emad Marzaian        | Nayef Malky Akram Naily        |
| Poids moyens     | Mohamed Shaban    | Mahmoud Charef       | Rami Abu Haila Hicham Malayli  |
| Poids lourds     | Khaled Dawsary    | Abdelkader Zrouri    | Yahia Allam Saleh Dargham      |

### Femmes
| Épreuves         | Or            | Argent         | Bronze                             |
| ---------------- | ------------- | -------------- | ---------------------------------- |
| Poids mi-mouches | Zohra Talhoni | Enas Ghanem    | Lobna Abu Ras Mariam Karwiti       |
| Poids mouches    | Elham Hadi    | Heba Sobhi     | Lamaa Haddad Neila Chaouachi       |
| Poids coqs       | Shaima Afifi  | Cosette Basbos | Najet Allam Ahlem Bino             |
| Poids plumes     | Aicha Kahtey  | Alyssar Matar  | Najet Marghiny Samah Morjan        |
| Poids légers     | Fatma Soiad   | Fatma Gaber    | Widad Saleh Majda Zahran           |
| Poids welters    | Mariem Bidani | Julie Diab     | Nancy Hindy Reham Osama            |
| Poids moyens     | Monia Boreq   | Bochra Anozo   | Hanene Jabal Yasmeen Jamal Al Din  |
| Poids lourds     | Elaa Kotkot   | Nejla Wazali   | Shafaa Abu Ras Sabrine Abdel Hamid |

## Tableau des médailles
| Rang | Nation          | Or | Argent | Bronze | Total |
| ---- | --------------- | -- | ------ | ------ | ----- |
| 1    | Jordanie        | 6  | 1      | 4      | 11    |
| 2    | Égypte          | 5  | 4      | 4      | 13    |
| 3    | Maroc           | 4  | 5      | 5      | 14    |
| 4    | Arabie saoudite | 1  | 1      | 2      | 4     |
| 5    | Liban           | 0  | 3      | 0      | 3     |
| 6    | Syrie           | 0  | 1      | 1      | 2     |
| 6    | Tunisie         | 0  | 1      | 1      | 2     |
| 8    | Libye           | 0  | 0      | 5      | 5     |
| 8    | Palestine       | 0  | 0      | 5      | 5     |
| 10   | Irak            | 0  | 0      | 3      | 3     |
| 11   | Qatar           | 0  | 0      | 2      | 2     |
|      | Total           | 16 | 16     | 32     | 64    |